# Revolutionary Vol. 2
Revolutionary Vol. 2 è il secondo album del rapper Immortal Technique.
Nonostante l'album sia stato pubblicato in modo indipendente ottenne un grande successo commerciale.
Tutti i cd mostrano il numero di telefono di Immortal Technique.
L'album è introdotto da Mumia Abu-Jamal, che tiene un discorso sull'Hip hop e sulle sue relazioni con l'Homeland security. Fatto salvo l'immaginario sessuale piuttosto crudo, Revolutionary Vol. 2 è un forte attacco al governo degli Stati Uniti, specialmente all'amministrazione Bush. Immortal Technique arriva a suggerire che ci sia una cospirazione in atto per imprigionare afroamericani, asiatici e ispanici. Nel tentativo di rivelare l'ipocrisia americana, Immortal fa diversi riferimenti al Project MKULTRA, al Patriot Act, alle piogge acide, al non coinvolgimento della Chiesa Cattolica nel tentativo di salvare le vittime dell'olocausto.

## Tracce
| #  | Titolo                      | Produttore  | Con                                                                                     | Durata |
| -- | --------------------------- | ----------- | --------------------------------------------------------------------------------------- | ------ |
| 1  | "Revolutionary Intro"       |             | Mumia Abu-Jamal                                                                         | 0:13   |
| 2  | "The Point of No Return"    | Southpaw    | Immortal Technique                                                                      | 4:03   |
| 3  | "Peruvian Cocaine"          | Southpaw    | Immortal Technique, Pumpkinhead, Diabolic, Tonedeff, Poison Pen, Loucipher, C-Rayz Walz | 4:50   |
| 4  | "Harlem Streets"            | Southpaw    | Immortal Technique                                                                      | 3:54   |
| 5  | "Obnoxious"                 | Southpaw    | Immortal Technique                                                                      | 4:51   |
| 6  | "The Message and the Money" | Southpaw    | Immortal Technique                                                                      | 3:57   |
| 7  | "Industrial Revolution"     | Metaphysics | Immortal Technique                                                                      | 3:40   |
| 8  | "Crossing the Boundary"     | Danja Mowf  | Immortal Technique                                                                      | 4:49   |
| 9  | "Sierra Maestra"            | Domingo     | *Instrumental*                                                                          | 0:49   |
| 10 | "The 4th Branch"            | Danja Mowf  | Immortal Technique                                                                      | 5:20   |
| 11 | "Internally Bleeding"       | Domingo     | Immortal Technique                                                                      | 2:47   |
| 12 | "Homeland and Hip Hop"      | 44 Caliber  | Mumia Abu-Jamal                                                                         | 2:46   |
| 13 | "The Cause of Death"        | Omen        | Immortal Technique                                                                      | 5:55   |
| 14 | "Freedom of Speech"         | Danja Mowf  | Immortal Technique                                                                      | 3:09   |
| 15 | "Leaving the Past"          | Southpaw    | Immortal Technique                                                                      | 4:30   |
| 16 | "Truth's Razors"            |             | *Interlude*                                                                             | 0:21   |
| 17 | "You Never Know"            | Southpaw    | Immortal Technique, Jean Grae                                                           | 7:50   |
| 18 | "One (Remix)"               | Southpaw    | Immortal Technique, Akir                                                                | 4:36   |

- Freedom of Speech è basata su un campionamento tratto dal film Disney Pinocchio (la canzone che il protagonista canta nel teatrino di Mangiafuoco ed intitolata I've Got No Strings in italiano "Io non ho fili"). Inoltre, la ritmica è tratta da Billie Jean di Michael Jackson.
- "Peruvian Cocaine" contiene un sample dai film Scarface e New Jack City.
- "Homeland and Hip Hop" contiene un sample di "I'm So Afraid" di Fleetwood Mac.
- "Harlem Streets" si ispira a livello melodico al movimento III "Poco Allegretto" della Sinfonia n. 3 in fa maggiore, Op. 90 di Johannes Brahms, uno dei motivi più riconoscibili e armoniosi della produzione del compositore tedesco.

## Impatto
Diabolic citò l'album in una canzone dal titolo "Truth", con questi versi: «I wanna go to the oval office, pop a few and act out the cover of Revolutionary Vol. 2"». 
L'album è considerato un classico dell'underground.